# 德氏軟梳䲁
德氏軟梳䲁（學名：Malacoctenus delalandii），為輻鰭魚綱䲁形目脂䲁科軟梳䲁屬的一個種，種名是為了紀念收集該物種的法國探險家兼博物學家皮埃爾·安托萬·德拉蘭德（Pierre Antoine Delalande，1787-1823）
，分布於西大西洋貝里斯、波多黎各、加勒比海至巴西聖卡塔琳娜州海域，深度0至3公尺，本魚頭部細長，吻尖，兩側鼻孔的觸鬚少於6條，頸背兩側各有12-18條觸鬚，通常每眼有大於2條的觸鬚，口腔頂部兩側無齒，背鰭棘與鰭條之間有缺口，側線鱗48-62片，雄魚灰褐色，雌魚綠褐色，上部顏色較深，在背鰭前1/3處與尾基末端之間，從身體頂部到底部有5條深色橫帶，延伸至背鰭邊緣，有時從眼睛到尾基末端有一條寬的深色條紋，背鰭有黑色橫帶和白色間隙，頭部深色，鰓蓋下邊緣有一個通常不明顯的垂直橢圓形眼斑，背鰭硬棘20枚、背鰭軟條9-11枚、臀鰭硬棘2枚、臀鰭軟條17-21枚，體長可達8.2公分，棲息在水淺、藻類生長的碎石、岩礁區，以甲殼類、腹足類及蠕蟲為食，生活習性不明。